# Шоу Щекотки и Царапки

Заставка фильма «Щекотка и Царапка в кино»

Шоу Щекотки и Царапки (англ. The Itchy & Scratchy Show) — телевизионное «шоу в шоу» в мультсериале «Симпсоны». Обычно показывается в рамках программы «Шоу Клоуна Красти».
Щекотка (Itchy) и Царапка (Scratchy) — мышь и кот из вымышленного мультсериала в «Симпсонах». Мышь постоянно издевается над котом, который невероятно живуч. Сюжет Щекотки и Царапки является пародией на мультфильм Том и Джерри, где главным героем также изображается мышь, издевающаяся над котом и провоцирующая его. Она использует всевозможные виды оружия. Кот много раз становился инвалидом с отрубленными конечностями или вырванными глазами. Но при следующем появлении на экране он оказывался снова здоров. В одной из серий восторжествовала справедливость Царапки, но ни Барт, ни Лиза, ни зритель не увидели этого. Кроме того, ранние версии мультфильма включали таких персонажей, как Медведь С Коричневым Носом, Рассерженный Козёл, Надутый Лис, Скелет Богатого Дядюшки, Обеденный Пёс и Ку-клукс-клан, но все они были убраны из-за низкой популярности. Появлялись там также и Лайка, озвученная Гомером Симпсоном, белка-карикатура создателей шоу на Мардж Симпсон и белоголовый орлан, похожий на Бёрнса.
Мультфильмы про Щекотку и Царапку дети из семьи Симпсонов часто смотрят по телевизору, но Мардж не любит этот сериал и протестует против него в эпизоде «Itchy & Scratchy & Marge» мультсериала Симпсоны.
Эпизод «Itchy & Scratchy: The Movie» посвящён полнометражному мультфильму про Щекотку и Царапку.

## Предназначение
Шоу Щекотки и Царапки — это шоу внутри шоу, которое иногда появляется в эпизодах Симпсонов. Они появляются в виде мультфильмов продолжительностью от 15 до 60 секунд, наполненных беспричинным насилием, обычно инициированным мышью Щекоткой против кошки Царапки; первый почти всегда побеждает. Шоу является сегментом Шоу клоуна Красти, и заменявших её краткое время Sideshow Bob's Cavalcade of Whimsy и Гэббо.
Серии Шоу Щекотки и Царапки обычно пародируют традиционные мультфильмы или эпизоды известных фильмов, но сюжет и содержание всегда жестоки и кровавы, а Щекотка совершает неспровоцированные акты насилия и убийства. Самый прямой и очевидный пример - мультфильм Tom and Jerry в котором  рассказывается о  постоянной борьбе между котом и мышью, в которой мышь обычно побеждает, но в Шоу Щекотки и Царапки мышь является антагонистом. В Шоу Щекотки и Царапки также были пародии на мультфильмы Фантазия и Пиноккио (Scratchtasia и Pinitchio). В сериале преобладают шутки, связанные с анимацией, например, мультфильм Manhattan Madness в серии "The Day the Violence Died", основанный на ранних мультфильмах, таких как Динозавр Герти. Мультфильмы также иногда служат для преувеличения конфликта в эпизоде. Так, в серии 1994 года "Deep Space Homer" Гомер рекрутируется NASA и позже смотрит мультфильм Шоу Щекотки и Царапки, в котором прямо и жестоко пародируются фильмы 2001: Космическая одиссея и Чужой.

## История
Согласно эпизоду «The Day the Violence Died», первая серия мультфильма про Щекотку и Царапку вышла в 1919 году и называлась «Манхеттэнское безумие». Создана она была на студии «Lampwick Studios» мультипликатором Честером Дж. Лэмпвиком. В ней можно было видеть лишь Щекотку. Вместо кота персонаж с особой жестокостью убивал безымянного ирландца и президента США Теодора Рузвельта. Именно в этом мультфильме впервые была опробована идея насилия в мультиках — до него все их персонажи лишь играли на шарманках и танцевали. Однако в 1928 году персонаж был украден у Лэмпвика Роджером Майерсом, который был значительно менее талантлив, чем его коллега, и до создания в 1928 году «Пароходика Щекотки» отметился лишь такими бездарными персонажами, как Саркастическая Лошадь и Безумный Почтальон. В ответ же на возражения Лэмпвика Майерс вышвырнул его за дверь и сбросил на него наковальню (последнего спасло лишь наличие зонтика). Однако Лэмпвик продолжал хранить последнюю копию «Манхеттэнского безумия», которая сгорела значительно позднее, в проекторе Спрингфилдской начальной школы.
Тем временем Майерс продолжал развивать украденную идею, создав полнометражные картины «Царапазия» и «Царапоккио». Эти два мультфильма, а также первый «Пароходик Щекотка» — прямая аллюзия на соответствующие мультфильмы Диснея — «Пароходик Вилли», «Фантазия» и «Пиноккио», а Роджер Майерс и Честер Лэмпвик — это пародия на Уолта Диснея и его главного мультипликатора Аба Айверкса. Единственный раз Роджер Майерс подвергся критике в 1938 году, за противоречивый мультфильм «Нацистские сверхлюди — наши хозяева». После его смерти его голова была помещена в криогенную камеру, а бразды правления фирмой перешли к его сыну, также Роджеру Майерсу. Всё шло хорошо до 1996 года, когда на улицах Бомжтауна встретились Барт Симпсон и вконец опустившийся Честер Дж. Лэмпвик. Барт и его друг Милхаус были единственными, кому Лэмпвик показал хранившуюся у него копию «Манхеттэнского Безумия», которая тотчас же сгорела. Однако последовавший за этим судебный процесс полностью разорил Майерса. Позднее благодаря некоему Лестеру и его сестре Элайзе, установившим, что эмблема почтовой службы списана с Безумного Почтальона, ему удалось восстановить свою компанию.
В одной из серий («Itchy & Scratchy Land») Симпсоны отправляются в парк развлечений Щекотки и Царапки. Экскурсия приводит к катастрофе — роботы парка сломались и начали убивать людей, парк пришлось закрыть.
Существует также советский клон Itchy and Scratchy — Worker and Parasite («Трудяга и лентяй» или в «кириллическом» написании фильма «СФИР et. СЕРОНЖ»). Красти купил советский клон для своего шоу с целью сокращения расходов («Krusty Gets Kancelled»).

### Истоки
Шоу Щекотки и Царапки впервые появилось в вышедшей 20 ноября 1988 года в рамках Шоу Трейси Ульман короткометражке «Шоу Барта Симпсона». Они были первыми крупными периодическими персонажами, не входящими в семью Симпсонов.. В детстве создатель сериала Мэтт Грёнинг и его друзья мечтали о ультра-жестоком мультфильме и о том, как весело было бы работать над таким сериалом. Имена «Щекотка» и «Царапка» были вдохновлены имевшими собственный сегмент в мультсериале Пёс Хакльберри мышами Пикси и Дикси. На создание персонажей также повлиял комикс Squeak the Mouse. В детстве Гренингу очень нравился диснеевский фильм 1961 года «Сто один далматинец», и это было одной из причин, по которой он увлекся мультипликацией. В фильме щенки смотрят телевизор, и мысль о том, что можно создать мультфильм внутри мультфильма, взволновала Грёнинга. Эта идея вдохновила его на создание Шоу Щекотки и Царапки.
Дэвид Сильверман настаивал, что мультфильмы про Щекотку и Царапку являются «ироничным комментарием к мультяшному хаосу в том смысле, что он доведен до более реалистичного уровня. Дети в Симпсонах смеются над этим, и мы тоже смеемся, но это часть того, что вы смеются над чрезмерной чрезмерностью насилия».

### Разработка
"На протяжении многих лет мы получали письма от фанатов, которые просили, чтобы Зуд и Царапка получили свой собственный спин-офф, и, знаете, больше Щекотки и Царапки, поэтому мы собрали монтаж моментов Зуд и Царапки, который длится несколько минут, и Я показывал его зрителям, и через полторы минуты они были ошеломлены."
«Шоу Щекотки и Царапки» часто добавляли, когда серия нуждалась в расширении или когда была проблема, которую сценаристы хотели высмеять. В некоторых случаях, особенно в The Itchy & Scratchy & Poochie Show,  авторы использовали Щекотку и Царапку для комментирования Симпсонов. Короткометражки часто сложны для сценаристов, и на разработку и придумывание названия уходит много времени, и, в конце концов, они занимают мало времени. Написание мультфильмов «Шоу Щекотки и Царапки» довольно часто было групповой работой, в ходе которой одна шутка появлялась вслед за другой. Сегмент был фаворитом Джона Шварцвелдера, который написал множество посвященных ему эпизодов, и довольно часто предлагал идеи для короткометражек. В первые сезоны фанаты хотели большего присутствия Щекотки и Царапки, и сценаристы создали посвященную вопросам цензуры серию «Itchy & Scratchy & Marge», где были показаны сразу несколько мультфильмов с этими персонажами. Мультфильмы часто делались короткими, что Дэвида Сильверман объяснял тем, что «на самом деле это не работает как длинный мультфильм».
Во время пребывания Дэвида Миркина в качестве шоураннера пятого и шестого сезонов, телесеть Fox попросила его больше не делать новых выпусков «Шоу Щекотки и Царапки» из-за большого количества насилия. В ответ шоу выпустило «Itchy & Scratchy Land.» Сеть попросила их не снимать этот эпизод и пригрозила, что, если эпизод будет снят, они сами вырежут части серии с этим щоу, но уступили, когда Миркин пригрозил рассказать СМИ. Тем не менее сценаристы пообещали не переусердствовать с насилием, и в некоторых сценах насилие было вырезано.
Во время своего пребывания в должности исполнительных продюсеров Билл Окли и Джош Вайнштейн каждый сезон пытались вписаться в каждый эпизод новый выпуск «Шоу Щекотки и Царапки». Они отмечали, что по ходу сезона им становилось все труднее придумывать новые идеи для эпизодов вымышленного мультфильма. Хотя «Itchy & Scratchy Land» было трудно анимировать, сам эпизод стал «сбывшейся мечтой» для аниматоров, поскольку им нравилось анимировать наполненные насилием сцены.

### Популярность
В 2003 году Entertainment Weekly назвало «Itchy & Scratchy Land» и «The Itchy & Scratchy & Poochie Show» 7-м и 23-м лучшим эпизодом Симпсонов.
В статье 2006 года IGN поместило Щекотку и Царапку на 10-е место в своём списке «25-ти лучших периферийных персонажей Симпсонов», отметив, что «Шоу Щекотки и Царапки сияет хорошим зеркалом мультфильмов, показывающим, насколько забавным является мультяшное насилие на самом деле».
В статье 2014 года для издания Vulture сценаристы Симпсонов назвали свои десять самых любимых серий Шоу Щекотки и Царапки, в список попали эпизоды 4-го и 14-го сезонов «Steamboat Itchy» и «Bleeder of the Pack», открывающая сцена фильма Симпсоны в кино и видео о безопасности «Safety First», которое показывается в Universal Studios перед The Simpsons Ride.

### Отзывы
В вышедшей в 2004 году книге Планета Симпсон Крис Тёрнер описал Щекотку и Царапку как «безусловно, самый веселый визуальный риффом в Симпсонах […] каждый фрагмент „Шоу Щекотки и Царапки“ содержит столько же лихорадочного действия, зрелищной болтовни и физического юмора в своей полминуте экранного времени в виде полдюжины мультфильмов Дорожного бегуна и дюжине Тома и Джерри».
В 2007 году Vanity Fair назвало «The Itchy & Scratchy & Poochie Show» шестым лучшим эпизодом в истории шоу, описав его как «классическую сатиру на влияние телесетей, одержимых телефанатов и программы, которые существуют ещё долго после того, как акулу перепрыгнули, метапразднованием, насмешливым опровержением всем, кто утверждал, что качество Симпсонов с годами ухудшилось».
Тодд Гилкрист из IGN назвал «Шоу Щекотки и Царапки» шедевром, заявив, что его «можно легко упаковать и продать [само по себе].» Его коллега по изданию Роберт Кэннинг писал, что «всегда весело смотреть мультфильм 'Шоу Щекотки и Царапки'», также он считал более короткие и простые мультфильмы лучшими, чем более длинные и сложные.

## Игры про Щекотку и Царапку
- The Itchy & Scratchy Game — Sega Mega Drive, Sega Game Gear, SNES, Game Boy
- Itchy and Scratchy in Miniature Golf Madness — Game Boy
- The Simpsons: Bart’s Nightmare (один из уровней) — SNES, Sega Mega Drive